# Otis Harris
Otis Harris (Edwards, 30 giugno 1982) è un velocista statunitense, specializzato nei 400 metri piani.

## Biografia
Agli inizi della sua carriera Harris vinse due volte il titolo di campione olimpico juniores nella gara dei 400 m piani.
Nel corso della sua prima partecipazione a dei Giochi olimpici (Atene 2004) conquistò la medaglia d'argento nei 400 m piazzandosi dietro al connazionale Jeremy Wariner nella finale e davanti all'altro statunitense Derrick Brew, sancendo il dominio degli USA in questa specialità.
I tre atleti, insieme a Darold Williamson, vinsero poi la medaglia d'oro nella staffetta 4×400 metri.